# 東德國家男子排球隊
東德國家男子排球隊是東德的國家男子排球隊。1966年，東德曾經獲得世界男子排球錦標賽第四名。1968年，東德又在墨西哥奧城奧運會上獲得了第四名，成為歐洲強隊。1970年，東德獲得世界排球錦標賽冠軍。1972年奧運會，東德獲得排球項目的銀牌。東德解體之後，東德國家男子排球隊被併入德國國家男子排球隊。